# ديف بيتري
ديف بيتري هو سياسي بريطاني، ولد في 10 ديسمبر 1946 في إدنبرة في المملكة المتحدة، وتوفي بنفس المكان في 31 أغسطس 2011. نشط حزبياً في الاسكتلنديون المحافظون ‏. وقد انتخب عضو البرلمان الاسكتلندي الثاني ‏ عن دائرة Highlands and Islands (Scottish Parliament electoral region) ‏ وقد انضم خلال فترته النيابية ‏ (7 أبريل 2006 – 2 أبريل 2007) للكتلة البرلمانية الاسكتلنديون المحافظون ‏.